# Areozetes incertus
Areozetes incertus är en kvalsterart som beskrevs av Balogh 1970. Areozetes incertus ingår i släktet Areozetes och familjen Liebstadiidae. Inga underarter finns listade i Catalogue of Life.